# Rolf (bande dessinée)
Pour les articles homonymes, voir Rolf.
Rolf (anglais : Rowlf) est une bande dessinée de fantasy de l'Américain Richard Corben publiée dans Voice of Comicdom no 16 (1970) et 17 (1971) sous le titre The Story of Rowlf et reprise en comic book par Rip Off Press en 1971. 
Partiellement traduite en français l'année suivante dans Actuel sous le titre Histoire de Rowlf, elle est reprise en album en 1975 par Les Humanoïdes associés sous le titre Rolf. Originellement en noir et blanc, elle a été coloriée par Corben à l'occasion de sa reprise dans le mensuel américain Heavy Metal en 1979. À cette occasion, Corben a modifié un autre de ses récits, La Bête de Wolverton, pour le situer dans le même univers que Rolf.
Rolf se déroule sur la planète fictive Canis où Maryara, fille d'un roi bon et doux, vit heureuse avec son chien-loup Rolf jusqu'à ce que des démons espérantophones envahissent le pays et la capturent. Un magicien, pensant Rolf responsable, le change en homme pour le faire parler ; la métamorphose échoue à moitié, Rolf prenant l'apparence d'un grand homme musclé mais restant muet. Rolf sauve Maryara et la paix revient sur le royaume.
Longue de 32 pages, cette œuvre de jeunesse de Corben, allégorie de l'invasion nazie de l'Ukraine, est sa première histoire longue publiée. Non exempte de défauts, elle n'en est pas moins considérée comme l'un de ses meilleurs récits,. Rolf a été l'une des inspirations principales du Japonais Hayao Miyazaki pour sa bande dessinée Nausicaä de la vallée du vent (1982-1994), bien que sa princesse Nausicaä soit dotée de bien plus de personnalité que Maryara.